# Toyota Coaster
Le Toyota Coaster (トヨタ・コースター, Toyota Kōsutā) est un minibus produit par Toyota Motor Corporation. Il a été introduit en 1969, avec la deuxième génération introduite en 1982, suivie de la troisième génération en 1993 et de la quatrième génération fin 2016. Au Japon, le Coaster est vendu exclusivement chez les concessionnaires Toyota Store. Depuis 1996, le Toyota Coaster est également vendu par Hino Motors sous le nom de Liesse II. 
Au Japon, le Coaster était auparavant produit par Toyota Auto Body dans son usine de Yoshiwara à Toyota. En décembre 2016, après le lancement d'un Coaster révisé, la production a été transférée à l'usine de Gifu d'une filiale de Toyota Auto Body, Gifu Auto Body.